# 女神候補生
『女神候補生』（めがみこうほせい）は、杉崎ゆきるの漫画、およびそれを原作とする日本のテレビアニメである。

## 概要
漫画は『月刊COMIC GUM』連載だったが2001年に突如休載して以降、現在も中断中。単行本は5巻まで発売中だが、杉崎本人が連載そのものを放棄している。
アニメはXEBEC（ジーベック）制作で、2000年1月10日から同年3月27日までNHK BS2の毎週月曜日18時の『衛星アニメ劇場』枠で放送された。全12話。
宇宙空間で女神（イングリッド）と呼ばれる巨大人型兵器を駆ってビクティムと呼ばれる巨大生物と戦う主人公達を描いている。ジーベックが得意とする大胆な3DCGの導入で漫画版とは異なる造形の女神が縦横無尽に動いている。

## 用語
G・I・S
女神や、その正パイロットが所属する機関。
G・O・A
GODDESS OPERATOR ACADEMYの略。女神と呼ばれる巨大人型兵器「イングリッド」に搭乗するパイロットを養成するための機関。入学するには厳しい条件をクリアしなければならない。
ZION（シオン）
惑星。人類に残された、最後の希望。約束の地。
イングリッド（女神）
ヴィクティムに対抗すべく造られた、女性型の巨大人型兵器。この世に5体しか存在しない。パイロットになるには厳しい条件があり、4種類の血液型（AA型、AB型、OX型、EO型）のうち極めて稀なEO型で、14歳から16歳までに「EX（特殊能力）」に目覚めた者（一般には男子のみ）とされている。
ヴィクティム（犠牲者）
人類と敵対する正体不明の生命体。体格、形状、能力は様々であるが、全てを総称してヴィクティムと呼ぶ。ZIONを目指し侵攻を繰り返している。

## 登場人物
担当声優はアニメ版 / ドラマCD（decade）の順に記載。1人のみの場合はアニメ版でのキャスト。

### 女神候補生達
ゼロ・エンナ（苑名 零）
声 - 小尾元政 / 福山潤
本作の主人公。明るく前向きな熱血漢。女神候補生で、ナンバーは88。
非常にまっすぐな性格だが、それゆえに周囲と衝突することが多々あり、特に正反対のヒイードとは事あるごとに衝突する。その余波で彼のパートナーであるイクニから憎まれ、アニメ版では彼女に悪質な妨害を仕掛けられて大ピンチに陥った。
作中の世界では、人間は何処かしら欠陥を持って生まれてくるらしく、その欠陥部分をアトミックと呼ばれる補助器で補っているのだが、彼にはアトミックで補っている部分が存在しない。入学当初、パイロットとしては致命的である無重力恐怖症だった。
アニメのオープニングシーンでは、女神「エーン･ラティエス」のパイロットとして登場している。
クレイ・クリフ・フォートラン
声 - 吉野裕行 / 白石稔
ナンバー89。体力より知力な頭脳派。口癖は「キョーミ深い」。
眼鏡をかけているが、視力が弱いという訳ではなく、両目がアトミックであることを隠すためらしい。EXは記憶能力。
最終的にパイロットとしてではなく、全てを見届けるものとしてG・I・Sへ行くことになった。
ヒイード・グナー
声 - 千葉進歩 / 小野坂昌也
ナンバー87。ニヒルな性格に加えて極度の人間不信で、誰に対しても冷酷。
幼児期を戦災孤児に近い境遇で過ごした経験から、自身から見て幸せな暮らしをしている者たちを激しく憎悪する。
その人間不信から誰とも連まず一人での単独行動が多く、ゼロに対しては特に敵対心を露にし、挑発することもしばしば。
自分の手に入れると決めた物は手段を選ぶことなどせず、むしろ力ずくでも手に入れるという行き過ぎた上昇志向から、女神候補生トップの一人を瀕死状態に追い込むほどの残虐な本性を併せ持ち、さらにはリペアラーのイクニに対して道具同然の扱いで接しているため、周囲からは危険人物と認識されているが、自身は意にも介していない。
ヤマギ・クシダ
声 - 陶山章央 / 田中一成
ナンバー86。文句が多い。口より先に手が出るタイプだが、喧嘩っ早いわけではない。身長が低いことを気にしている。
ルズ・サワムラ
声 - 大本よしみち（現・大本命） / 保志総一朗
ナンバー85。入学当初は15kgもオーバーウエイトであったが、パートナーであるレッカの指導の元、見違えるほどに痩せた。
温和な性格で、争いを好まない。EXは変身能力。
フォース・ウォートリアム
声 - 田中伸幸
上級生。女神候補生トップの一人で、ナンバー01。実力的にはトップ中No.2。
アラクド・ナロック
声 - 石田彰
上級生。女神候補生トップの一人で、ナンバー04。
アーツ・ウィルニー・コクトー
声 - 野島健児
上級生。女神候補生トップの一人で、ナンバー05。
実力はトップ中No.1で、最も早く正パイロットに任命された。EXは、兄であるアーネストと同じテレパシー能力。
兄の戦死後、女神「ルーマ・クレイン」のパイロットに任命され、兄の後を継ぐ。

### リペアラー候補生達
キズナ・トゥリーク
声 - 長沢美樹
本作のメインヒロイン。ゼロのパートナーの猫耳の少女。非常にさっぱりとした性格で、同期の仲間たちから慕われている。手先は器用で整備士としての特性はかなり高いが、幼少時の記憶が無い。ゼロの無茶苦茶ぶりに振り回される事から口論になる事も多いが、イクニの悪質な妨害行為（イクニの項を参照）を不問に付すため、その責任を冤罪同然でゼロに押し付け、彼を怒らせている。
アニメのオープニングシーンでは、ゼロと同じく女神「エーン･ラティエス」のリペアラーとして登場している。
イクニ・アレクト
声 - 釘宮理恵
ヒイードのパートナー。眼鏡をかけた内気な少女。キズナに憧れており、彼女を慕っている。ヒイードとの仲は発展しないも同然の状態で、リペアラーとしての役割で接する以外は彼の人間不信もあって突き放されており、親しくなれずにいる。
それでも彼の事を想い、助言をしたが、「余計な事はするな、俺を女神に乗せる事だけを考えろ」と言われたことで、何としてでもヒイードを正パイロットにするという考え方に変わると同時に、冷徹かつ陰湿な本性に目覚め、それ以降はヒイードを女神に乗せるためならば悪質な手段も平然と実行するようになってしまう。アニメ版ではそれが顕著で、ゼロの台頭を妨ぐためだけにリペアラーの立場を利用して彼の乗るマシンに忍び込み、ゴーグルを徹底的に弄って照準を狂わせ、戦闘でゼロをピンチに陥れた。なお、これは明確かつ悪質な妨害行為であるため厳罰は免れないものであるが、キズナが調整不足を理由にしてゼロに責任を押し付ける形で不問に付した事で処罰を免れた。しかし、イクニ自身はヒイードを女神に乗せることを至上目的としており、反省の気持ちや罪悪感は一切示さなかった。
ツカサ・クーシャ
声 - 天野由梨
ヤマギのパートナー。背が高い。
レッカ・トーシング
声 - 涌澤利香（現・わくさわりか）
ルズのパートナー。凝り性で、なにか一つのことにハマると止まらなくなるが、飽きっぽい。
サキ・ミモリ
声 - 千葉千恵巳
クレイのパートナー。ツインテールの少女。動作はややオーバーリアクション気味で、何かと首を突っ込みたがるところがある。
キョウコ・ファーリィ
声 - 芝原チヤコ
上級生。アラクド・ナロックのパートナー。
ユキネ・シモンズ
声 - かかずゆみ
上級生。
ロミ・ロット
声 - 木村亜希子
上級生。アーツのパートナー。口調、物腰ともに柔らかだが、アーツが戦死した兄の後を継いで女神「ルーマ・クレイン」に乗ることが決まった時、自身の事情からリペアラーの座をチューンに譲った。

### 女神の正パイロット達
ティーラ・ザイン・エルメス
声 - 天野由梨（テレビアニメ）、井上喜久子（OVA） / 冬馬由美
女神「エーン・ラティエス」のパイロット。5人の女神パイロットの中で唯一の女性であり、チームのトップでもある。また、異例の長期間に渡ってパイロットであり続けている。通称「ファースト」。女神の秘密を知っているような言動が見受けられる非常に謎めいた女性。EXを二つ持つ。コックピット内では手足の動きを正確に検出するために素肌を露出する必要があるため、パイロットスーツは（候補生も含めて）露出度が高い。そのため、ティーラもハイレグレオタードのコスチュームとなっている。
ガルイース・エリッド
声 - 高木渉 / 岸尾大輔（現・岸尾だいすけ）
女神「イーヴァ・リーナ」のパイロットで、戦闘では攻撃を担当する。強気で自信家、短気な面もある。だが、それが後に最悪の形で暴走してイーヴァ・リーナに拒絶され、パイロットの座を降ろされてしまう。
リオリート・ウィルジナ
声 - 遠近孝一
女神「アギ・キーマイア」のパイロット。大食漢。自己中心的な言動やオレ様的な発言がよく見受けられるが、明るくやさしい性格がそれをカバーしている。
アーネスト・クォーレ
声 - 柏倉つとむ（現・カシワクラツトム） / 置鮎龍太郎
女神「ルーマ・クレイン」のパイロット。アーツの兄。ヴィクティムとの戦いで戦死しアーツがその後任となる。
ユウ・ヒクラ（緋座 優）
声 - 石田彰
女神「テリア・カリストー」のパイロット。寡黙。華奢な体格、色白で幼い顔立ちと相まって弱々しいイメージがあるが、かなり気が強い。

### 女神の正リペアラー達
リーナ・フジムラ
声 - かかずゆみ
女神「イーヴァ・リーナ」のリペアラー。ガルイースのパートナーで恋人。姉御肌で、5女神の整備士をまとめているトップ。
フィルフレイラ・ディード
声 - 半場友恵
女神「アギ・キーマイア」のリペアラーで、リオリートのパートナー。他のリペアラーのような長髪に憧れているが、整備の邪魔になるため断念した経緯がある。口やかましい。
チューン・ユーグ
声 - 白鳥由里
女神「ルーマ・クレイン」のリペアラーで、アーネストのパートナー。引っ込み思案。ロミの事情により、引き続きアーツのパートナーを務める。
カズヒ・ヒクラ（緋座 一妃）
声 - 川澄綾子
女神「テリア・カリストー」のリペアラー。パートナーは兄であるユウ・ヒクラ。言葉遣いは丁寧で敬語を崩さない。

### GOAの人々
アズマ・ヒジカタ
声 - 藤原啓治
第一級教官。元パイロット。スモーカー（喫煙者）1号。
リル・クロフォード
声 - 小山茉美
医務官。スモーカー2号。候補生の健康管理や訓練中の怪我の治療にあたっている。
Dr.クロウ
声 - 若本規夫
謎の男。物語中断で謎のまま。
校長
声 - 田中正彦

## 単行本
- ワニブックス Gum comics刊行
  - 「女神候補生 (01)」 1997年10月25日発売 ISBN 4-8470-3254-3
  - 「女神候補生 (02)」 1998年7月24日発売 ISBN 4-8470-3288-8
  - 「女神候補生 (03)」 1999年5月24日発売 ISBN 4-8470-3312-4
  - 「女神候補生 (04)」 2000年2月24日発売 ISBN 4-8470-3338-8
  - 「女神候補生 (05)」 2001年11月26日発売 ISBN 4-8470-3421-X
- 新装版 Gum Comics Plus
  - 「女神候補生 (01)」 2005年8月25日発売 ISBN 4-8470-3514-3
  - 「女神候補生 (02)」 2005年8月25日発売 ISBN 4-8470-3515-1
  - 「女神候補生 (03)」 2005年8月25日発売 ISBN 4-8470-3516-X
  - 「女神候補生 (04)」 2005年9月24日発売 ISBN 4-8470-3519-4
  - 「女神候補生 (05)」 2005年9月24日発売 ISBN 4-8470-3520-8

## テレビアニメ
当初は26話制作される予定であったが、諸事情（主として予算関係）により途中で制作が打ち切りとなったため多くの伏線が謎のままとなり物語として完結していない。その後、最終話として13話をOVAとしてリリースしたものの、戦死したアーネストの記憶を通し、主人公・ゼロやヒイードたちの青春の日々を綴るという、再編集版（もしくは総集編）のため、やはり正式な完結には至らなかった。
ナレーションは、小山茉美が担当。

### スタッフ
- 原作 - 杉崎ゆきる
- 監督 - 本郷みつる
- 助監督 - 星合貴彦
- シリーズ構成 - 桶谷顕
- キャラクターデザイン - 山岡信一
- メインメカデザイン - 武半慎吾、石垣純哉
- SF設定 - 堺三保
- 総作画監督 - 山岡信一
- 特技監修 - 前田明寿
- 美術監督 - 小山俊久
- 色彩設定 - 金丸ゆう子
- 音響監督 - 三間雅文
- 音楽 - 朝川朋之
- プロデューサー - 石田智巳、佐藤徹、高梨実
- 3D制作 - IKIF+、Production I.G
- アニメーション制作 -  XEBEC
- 製作 - バンダイビジュアル、ワニブックス、ING、XEBEC

### 主題歌
オープニングテーマ「希望の星をめざせ!」
作曲・編曲 - 朝川朋之
エンディングテーマ「チャンス」
作詞 - 富田京子 / 作曲・歌 - 小泉恒平 / 編曲 - 小野澤篤
第12話エンディングテーマ「かがやき」
作詞 - 桶谷顕 / 作曲・編曲 - 朝川朋之 / 歌 - 小泉恒平
この曲はサントラに収録されている。

### 各話リスト
| 話数          | サブタイトル     | 脚本   | 絵コンテ   | 演出       | 作画監督        | 放送日         |
| ------------- | ---------------- | ------ | ---------- | ---------- | --------------- | -------------- |
| CURRICULUM 00 | 接続             | 桶谷顕 | 本郷みつる | 本郷みつる | 山岡信一        | 2000年 1月10日 |
| CURRICULUM 01 | 同調             | 桶谷顕 | 西村博之   | 金容範     | 岸本誠司 金容範 | 1月17日        |
| CURRICULUM 02 | EX               | 桶谷顕 | 星合貴彦   | 星合貴彦   | 本橋秀之        | 1月24日        |
| CURRICULUM 03 | 自覚             | 桶谷顕 | 木村真一郎 | 木村真一郎 | 植田実          | 1月31日        |
| CURRICULUM 04 | パートナー       | 桶谷顕 | 原博       | 佐土原武之 | 日向正樹        | 2月7日         |
| CURRICULUM 05 | コンビネーション | 桶谷顕 | 西村博之   | 真野玲     | 玉川達文        | 2月14日        |
| CURRICULUM 06 | PRO-ING          | 桶谷顕 | 星合貴彦   | 星合貴彦   | 本橋秀之        | 2月21日        |
| CURRICULUM 07 | 陸戦             | 桶谷顕 | 西村博之   | 成田歳法   | 伊東克修        | 2月28日        |
| CURRICULUM 08 | 死               | 桶谷顕 | 西村博之   | 須藤隆     | 河野利幸        | 3月6日         |
| CURRICULUM 09 | 夢               | 堺三保 | 星合貴彦   | 星合貴彦   | 日向正樹        | 3月13日        |
| CURRICULUM 10 | 妬み             | 桶谷顕 | 志水淳児   | 玉川達文   | 玉川達文        | 3月20日        |
| CURRICULUM 11 | 漂流             | 桶谷顕 | 西村博之   | 成田歳法   | 伊東克修        | 3月27日        |
| CURRICULUM 12 | 仲間             | 桶谷顕 | 西村博之   | 成田歳法   | 伊東克修        | （OVA）        |

### 関連商品

#### ムック
アニメビジュアルブックス。やむなく中断した製作者の無念が伝わるインタビューを収載。
- 「女神候補生ビジュアルブック」 ワニブックス ISBN 4-8470-2566-0 2000年4月発売

#### CD
ビクターエンタテインメントより発売。
- 「チャンス」 小泉恒平 2000年2月2日発売
- 「女神候補生 サントラ」 2000年3月23日発売
- 「発進前夜 〜Get a dream!〜」 2000年1月21日発売
  - 出演声優によるイメージソング。
- 「女神候補生 ドラマアルバム」 2000年7月26日発売
- 「decade 〜Yukiru Sugisaki 10th Anniversary〜」2005年
  - 杉崎ゆきるの10周年記念に発売された。ほかにもDNANGELやりぜるまいん、ラグーンエンジンのキャラが登場。ゼロ役が福山潤になったり、他の登場声優が兼ね役をやるなど 一部キャストが変わっている。

#### DVD
バンダイビジュアルより発売。「スペシャルカリキュラム」は、最終13話をOVAとしてリリースしたもの。
- 「女神候補生 Vol.1」 2000年4月25日発売
- 「女神候補生 Vol.2」 2000年5月25日発売
- 「女神候補生 Vol.3」 2000年6月25日発売
- 「女神候補生 Vol.4」 2000年7月25日発売
- 「女神候補生 スペシャルカリキュラム」 2002年5月25日発売
- 「EMOTION the Best 女神候補生」（DVD-BOX） 2011年4月22日発売